# Михалис Тремопулос
Михаил (Михалис) Тремо̀пулос (на гръцки: Μιχάλης Τρεμόπουλος) е гръцки юрист, журналист, еколог и политик.

## Биография
Роден е на 3 март 1958 година в македонския град Сяр, Гърция. От тригодишен живее в Солун. В 1991 година завършва Солунския университет, а в 1993 година завършва магистратура по социална екология в американския Годард колеж. От 1998 година до 2009 година е избиран за общински съветник в номархия Солун, а от 2010 до 2016 година - на област Централна Македония от Движението за екологична солидарност. Член-основател е на Зелените еколози, член на Всегръцкия съвет и водач на депутатската листа за Европейския парламент.
От 14 юли 2009 година до 30 юни 2014 година е депутат в Европейския парламент, член на групата на Зелените – Европейски свободен алианс.